# 최희용
최희용(崔熙龍)은 한국의 전 권투 선수이다.

## 생애
1987년 7월 18일 프로 데뷔. 1991년 2월 2일 WBA 미니멈급 김봉준에게 12회 판정승을 거두고 세계 챔피언이 됨. 4차 방어 성공. 1995년 2월 4일 WBA 라이트플라이급 챔피언. 1차 방어 성공. 1996년 1월 13일 2차 방어 실패한 뒤 은퇴.